# Stazione di Pettenasco
Stazione di Pettenasco vasútállomás Olaszországban, Pettenasco településen.

## Vasútvonalak
Az állomást az alábbi vasútvonalak érintik:
- Domodossola-Novara-vasútvonal

## Kapcsolódó állomások
A vasútállomáshoz az alábbi állomások vannak a legközelebb:
- Stazione di Orta-Miasino
- Stazione di Omegna